# Léopold Morice
Pour les articles homonymes, voir Morice.
Jean Léopold Morice est un sculpteur français né à Nîmes le 9 juillet 1843 et mort à Paris (16e arrondissement) le 30 juin 1920.

## Biographie

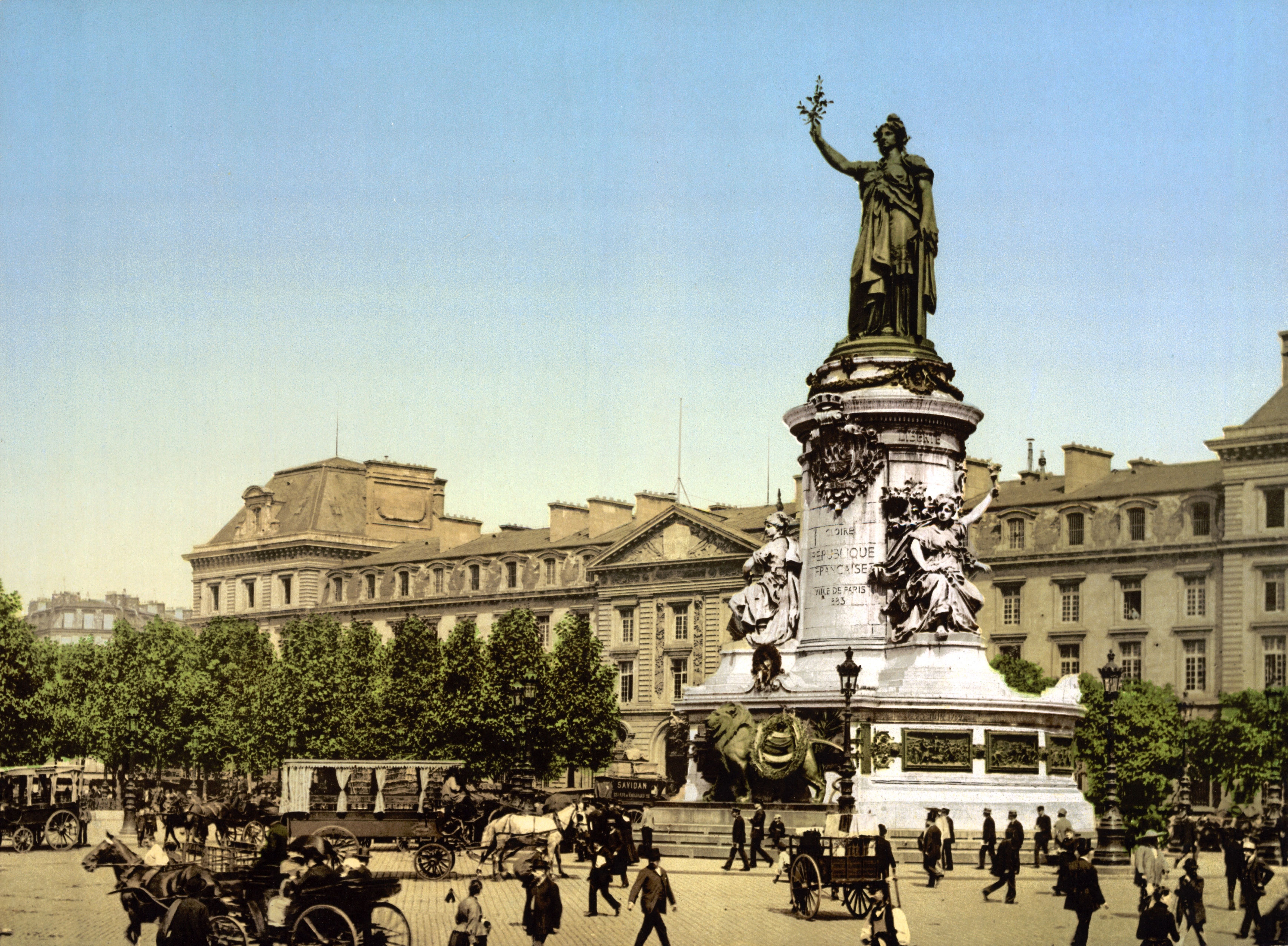
Monument à la République (1883), Paris, place de la République.

Jean Léopold Morice est le fils de François Morice, ébéniste, et de Désirée Boutin, couturière.
Léopold Morice fait son apprentissage dans l'atelier d'Auguste Bosc puis dans celui de François Jouffroy en 1862. En 1865, il est admis à l'École des beaux-arts de Paris où il remporte plusieurs médailles au cours de sa formation académique. Il débute au Salon dès 1868, et expose au Salon des artistes français jusqu'en 1913. Il est médaillé en 1875, troisième classe en 1879 et médaille d'or en 1883. 
Il bénéficie de nombreuses commandes publiques en 1875, à Paris, Dunkerque, Nîmes, Pompignan, au Vigan et au Venezuela.  Le Monument à la République, inaugurée sur la place du même nom à Paris en 1883, constitue une de ses œuvres les plus célèbres ; Charles Morice, son frère architecte, en réalisa les plans du piédestal. Il réalise en 1910 le Monument à Montcalm pour Vestric-et-Candiac (Gard), lieu de naissance du général français ; une réplique est inaugurée l'année suivante à Québec, lieu de sa mort. 
Georges Bellerive dit de lui : « L'œuvre de monsieur Morice est toute d'inspiration et le place au premier rang des statuaires français. Son art très personnel donne la sensation vécue et atteint parfois le sublime. Il a de plus un talent d'une rare souplesse, car du même ciseau sont sorties tantôt des scènes grandiosement épiques, tantôt de gracieuses et exquises compositions ».
Il est inhumé à Paris au cimetière du Montparnasse (26e division) dans le caveau familial qui est décoré d'une statue La Pleureuse, dont il est l'auteur.

### Famille
Le frère de Léopold Morice, François-Charles Morice (1848-1908), est architecte,. Léopold est le grand-père du violoncelliste Pierre Fournier (1906-1986)[réf. nécessaire].

## Œuvres
Canada
- Québec, cours du Général de Montcalm : Monument à Montcalm, 1911, groupe en bronze, réplique du monument de Vestric-et-Candiac.

États-Unis
- Madison, Chazen Museum of Art : Statue équestre de Napoléon, vers 1870, bronze doré.

France
- Antibes, cours Masséna : Monument au général Championnet, 1891, buste en bronze[5].
- Dunkerque : Monument aux morts de 1870, ou Monument aux enfants de Dunkerque, 1906, groupe en bronze[6],[7].
- Le Vigan : Monument au sergent Triaire, 1891, bronze. Le modèle est exposé au Salon de 1892. La statue en bronze de la République offrant la palme de l’immortalité devant le piédestal a disparu[8].
- Lunel : Monument à Henri de Bornier, 1912, buste et statue en bronze, envoyés à la fonte sous le régime de Vichy[9].
- Nîmes, galerie des Arts[réf. nécessaire], façade : Allégorie, exposées au Salon de 1894.
- Nîmes, Musée des beaux-arts, Rosa mystica, Salon de 1879 ;
- Paris :
  - cimetière du Père-Lachaise :
    - 8e division : Germain Hervé, buste en marbre ;
    - 62e division : Élisabeth Serieys, 1890, médaillon en bronze ;
    - 70e division : Tombe de Mme Moris, 1877, groupe en bronze[10].

  - hôtel de ville : Sergent du parloir des bourgeois au XVIe siècle, commande de 1884.
  - place de la République : Monument à la République, 1883, groupe en marbre et bronze.
  - pont Alexandre-III :
    - Enfant au crabe, 1900, statue en bronze[11] ;
    - Fillette à la coquille, 1900, statue en bronze.

  - square Jacques-Antoine : Monument à Raspail, 1889, bronze. Inauguré dans le square Denfert-Rochereau, le monument est transféré à son emplacement actuel en 1893. La statue a été envoyée à la fonte sous le régime de Vichy[12].
- Pompignan, place de la Mairie : Monument au colonel Bourras, 1892, bronze[13].
- Valleraugue :
  - Monument au général Perrier, 1892, statue en bronze, envoyée à la fonte sous le régime de Vichy, remplacée par une copie en pierre[14] ;
  - Monument à Quatrefages de Bréau, 1894, buste et statue en bronze, envoyés à la fonte sous le régime de Vichy[15].
- Vestric-et-Candiac : Monument à Montcalm, 1910, groupe en bronze. Le modèle est exposé au Salon de 1909. Une réplique est inaugurée l'année suivante à Québec.

- Localisation inconnue :
  - Christ adoré par les Anges, médaille de seconde classe au Salon de 1875 ;
  - La Rose de mai, Salon de 1886 ;
  - La Danseuse, Salon de 1886 ;
  - Les Joies du foyer, Salon de 1895 ;
  - Sainte Cécile, Salon de 1896 ;
  - Diane et Endymion, Salon de 1901 ;
  - Papillons, Salon de 1908 ;
  - Hylas, statue acquise par la Ville de Paris.

## Récompenses et distinctions
- Médaille de bronze à l'Exposition universelle de 1889.
- Médaille d'argent à l'Exposition universelle de 1900.
- Chevalier de la Légion d'honneur en 1883[1].

Œuvres de Léopold Morice
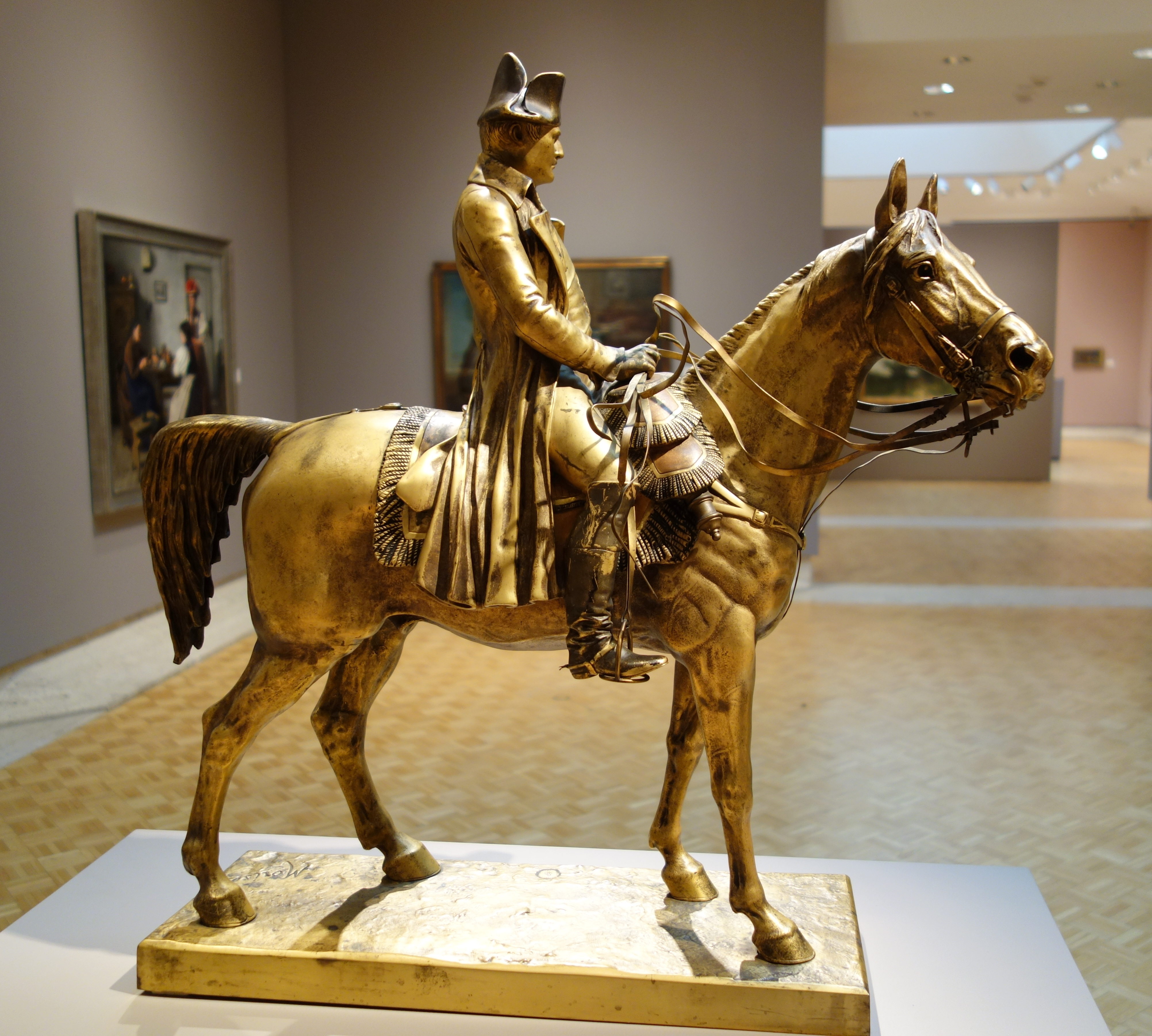
Statue équestre de Napoléon,  (vers 1870), Madison, Chazen Museum of Art.
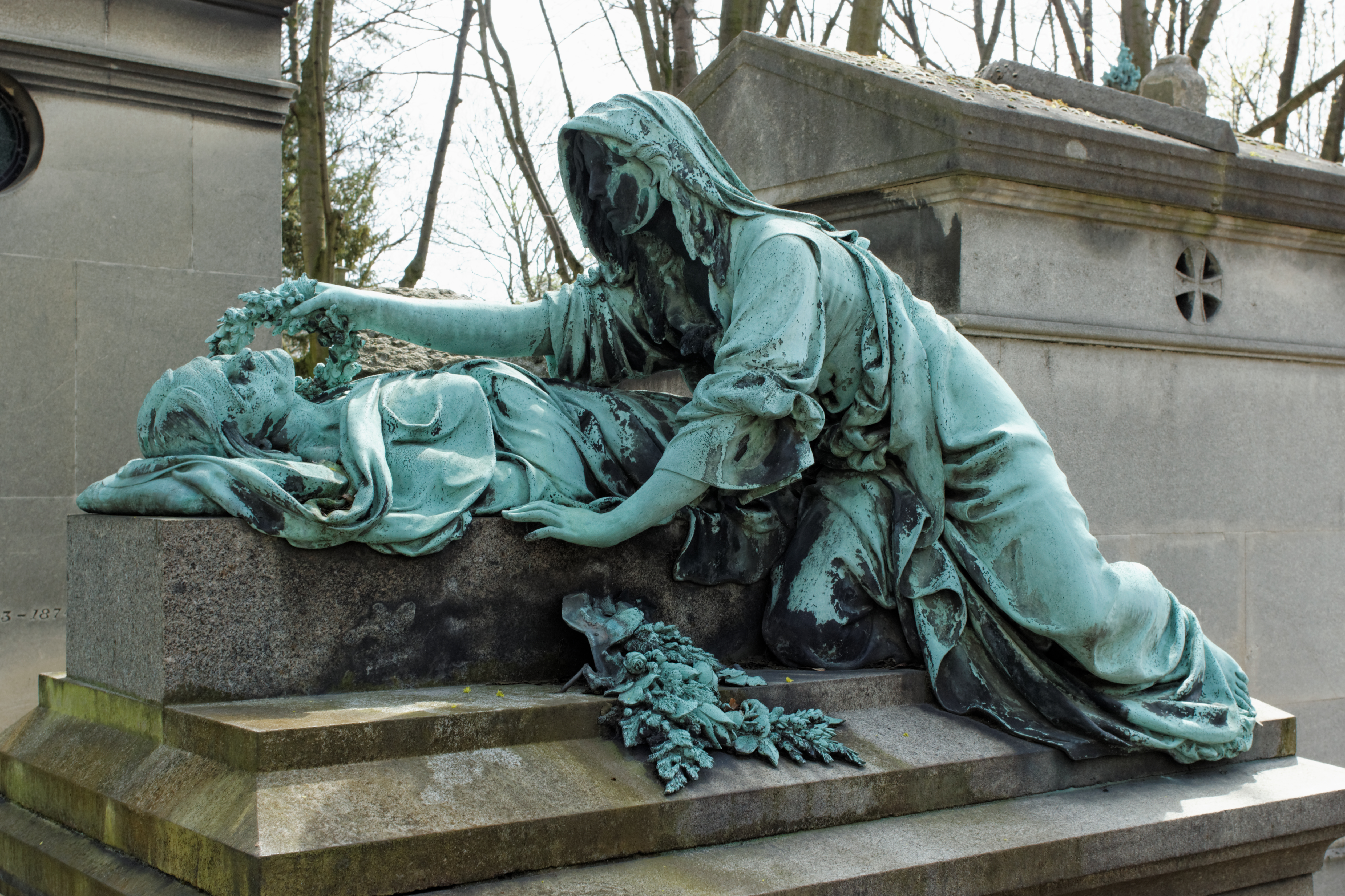
Tombe de Mme Moris (1877), Paris, cimetière du Père-Lachaise.
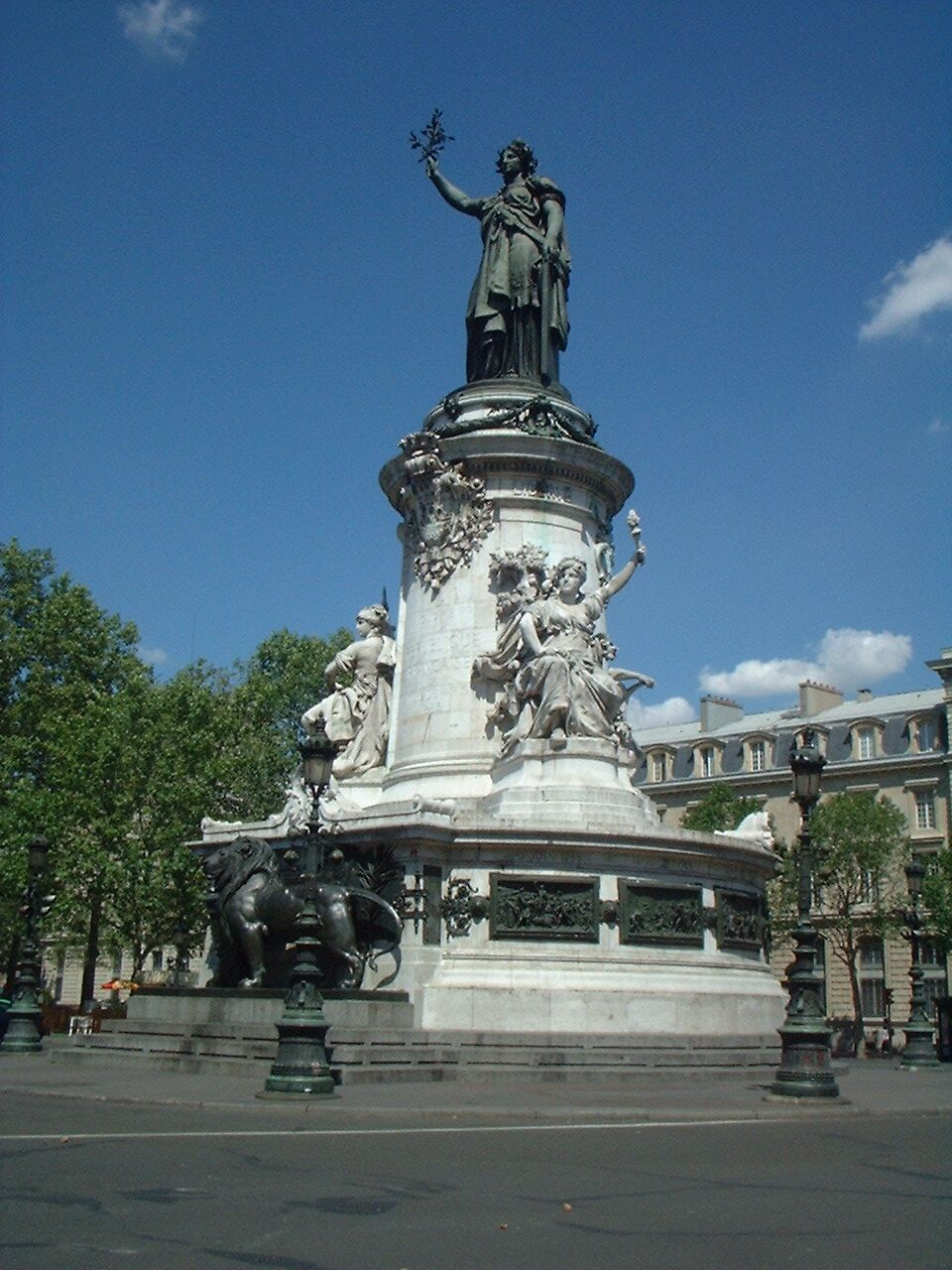
Monument à la République (1883), Paris, place de la République. Vue de l'œuvre dans son état d'origine, avant 2013.
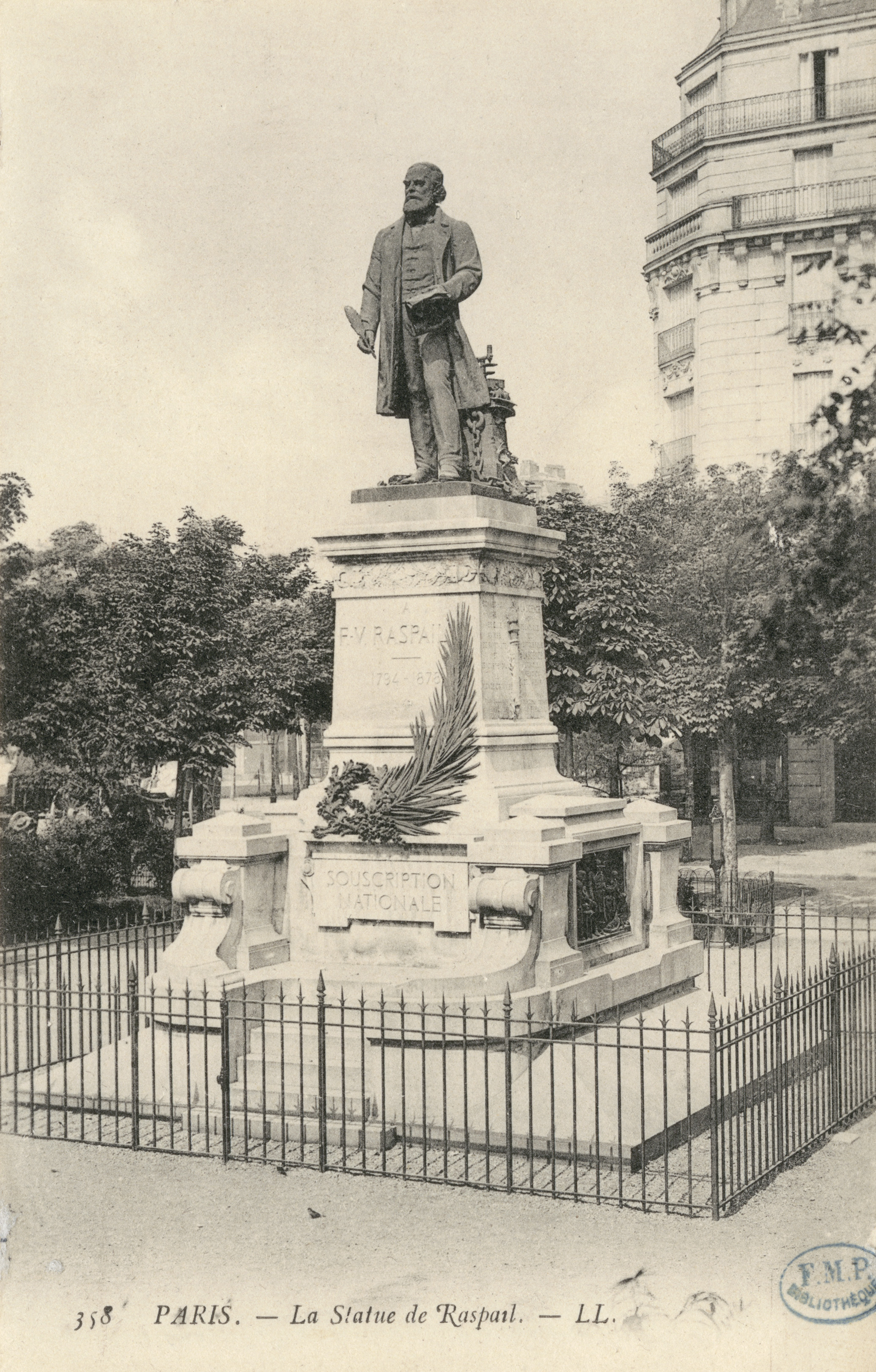
Monument à Raspail (1889), Paris, square Jacques-Antoine. La statue a été envoyée à la fonte sous le régime de Vichy.
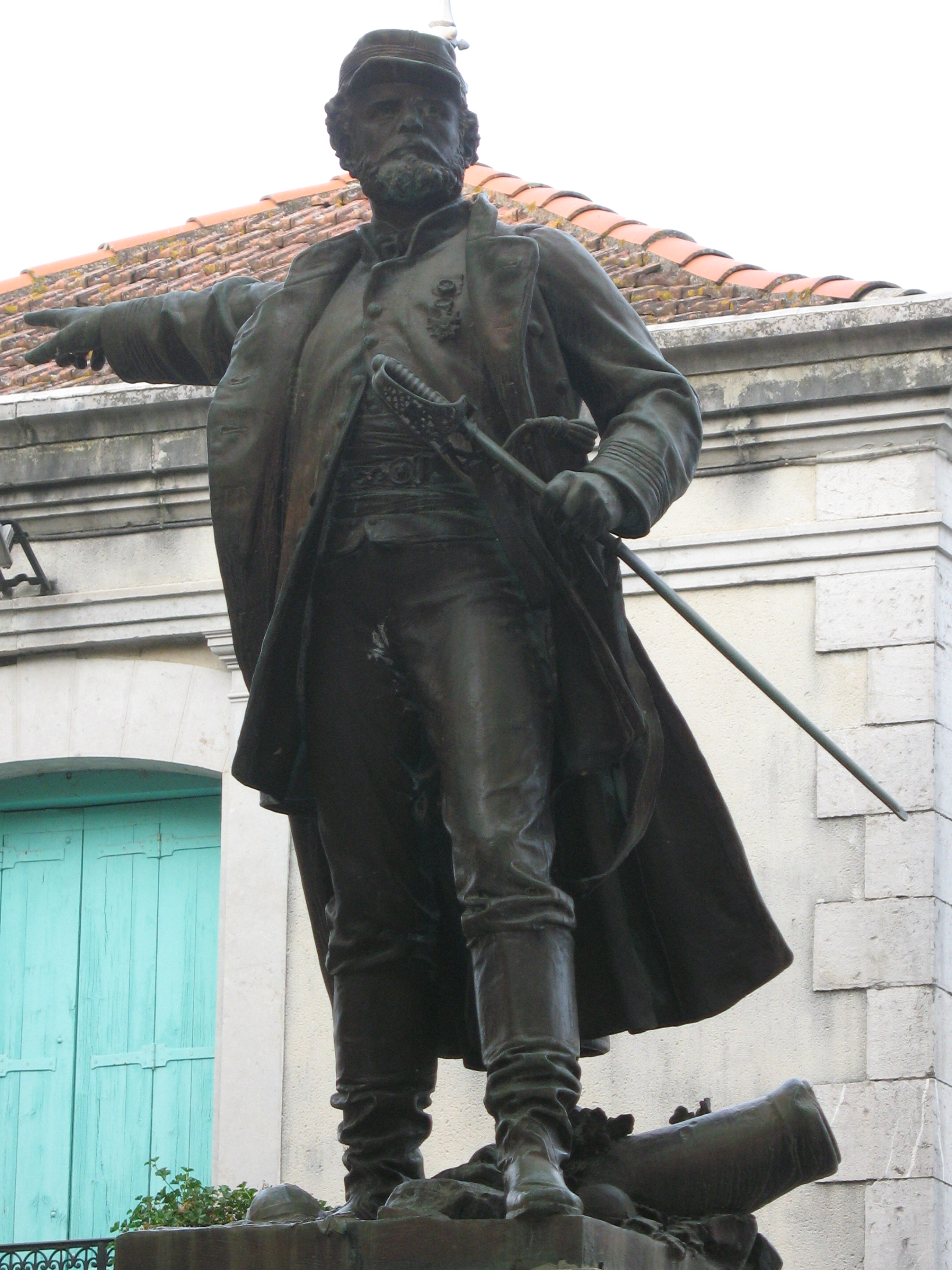
Monument au colonel Bourras (1892, détail), Pompignan, place de la Mairie.
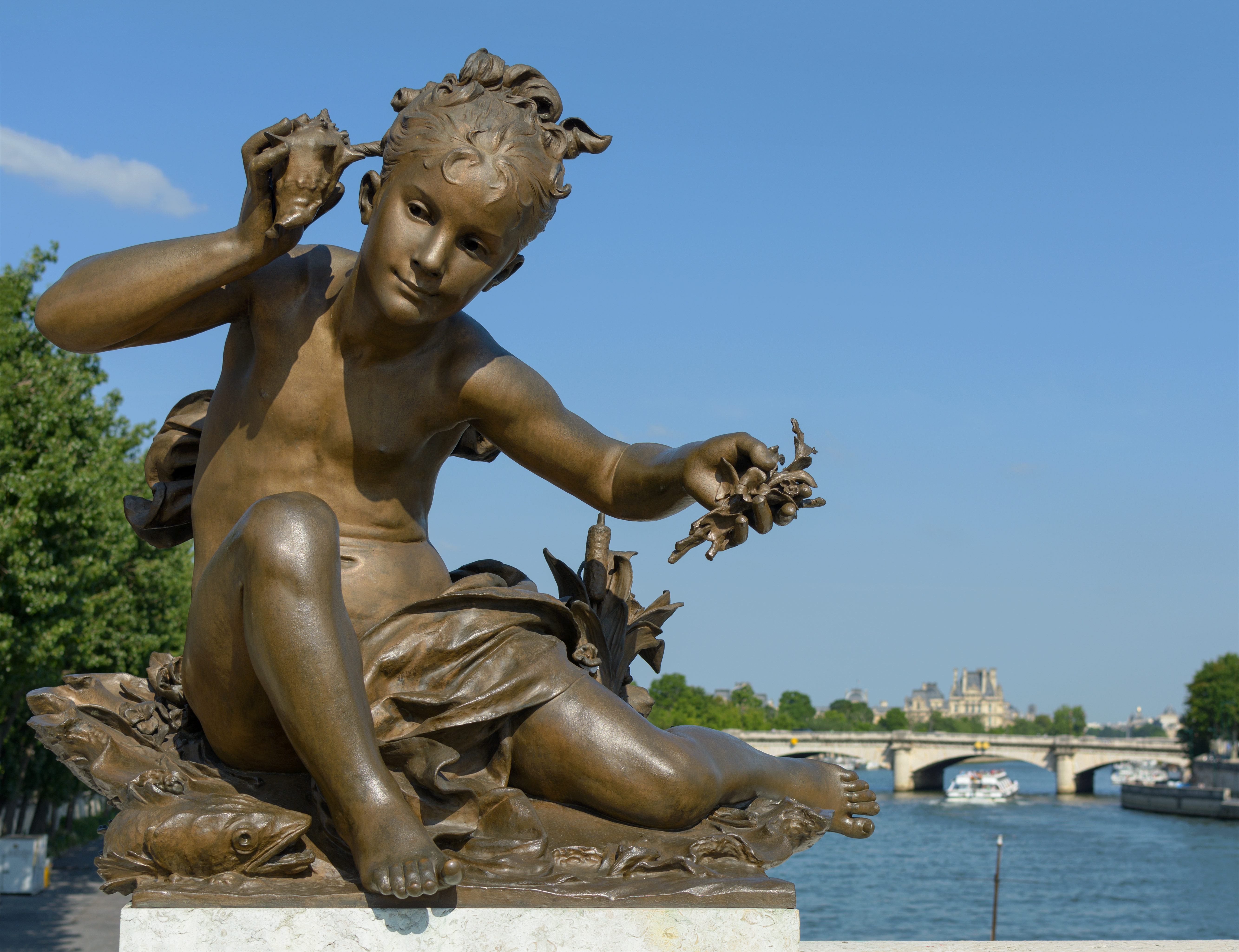
Fillette à la coquille (1900), Paris, pont Alexandre-III.
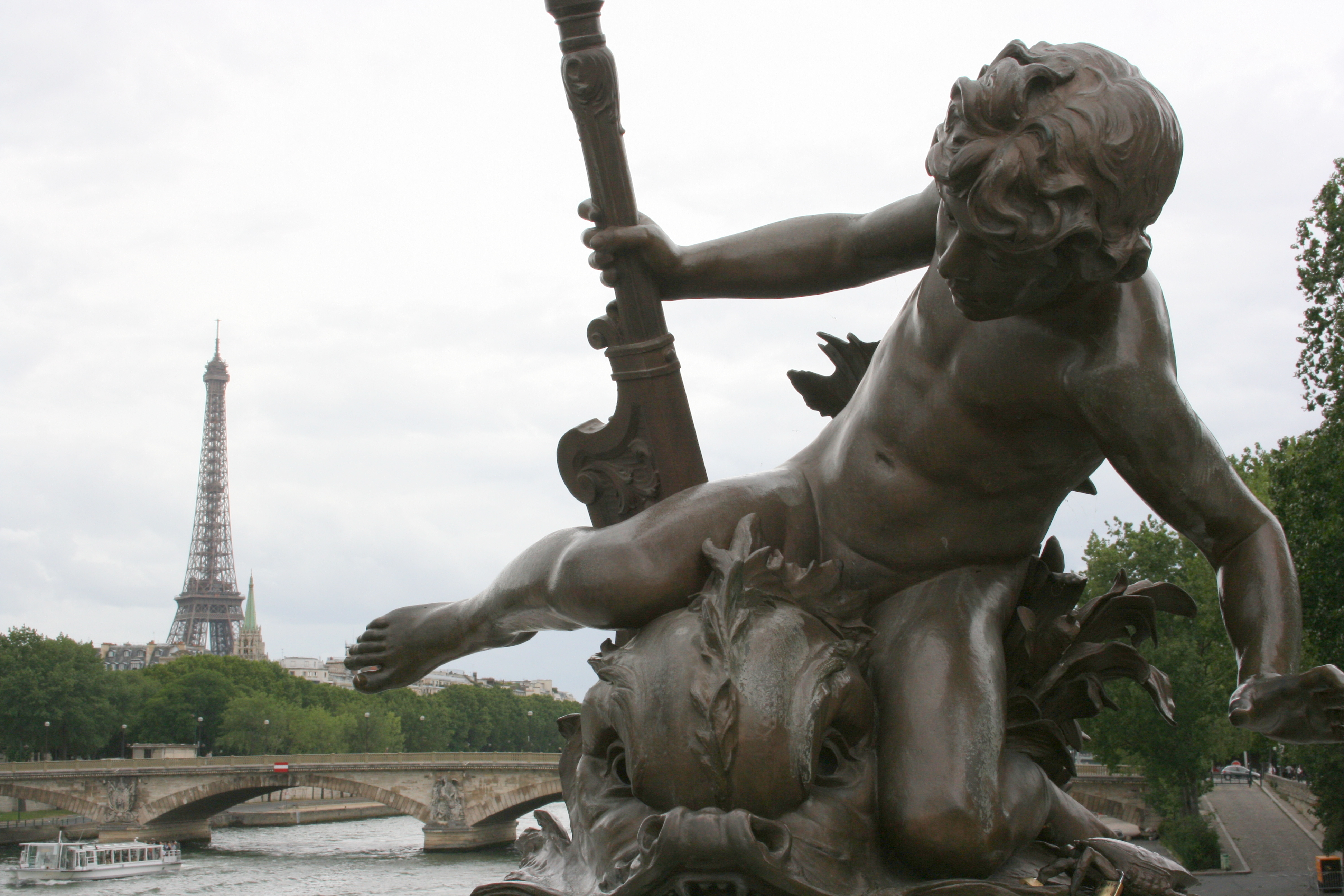
Enfant au crabe (1900), Paris, pont Alexandre-III.
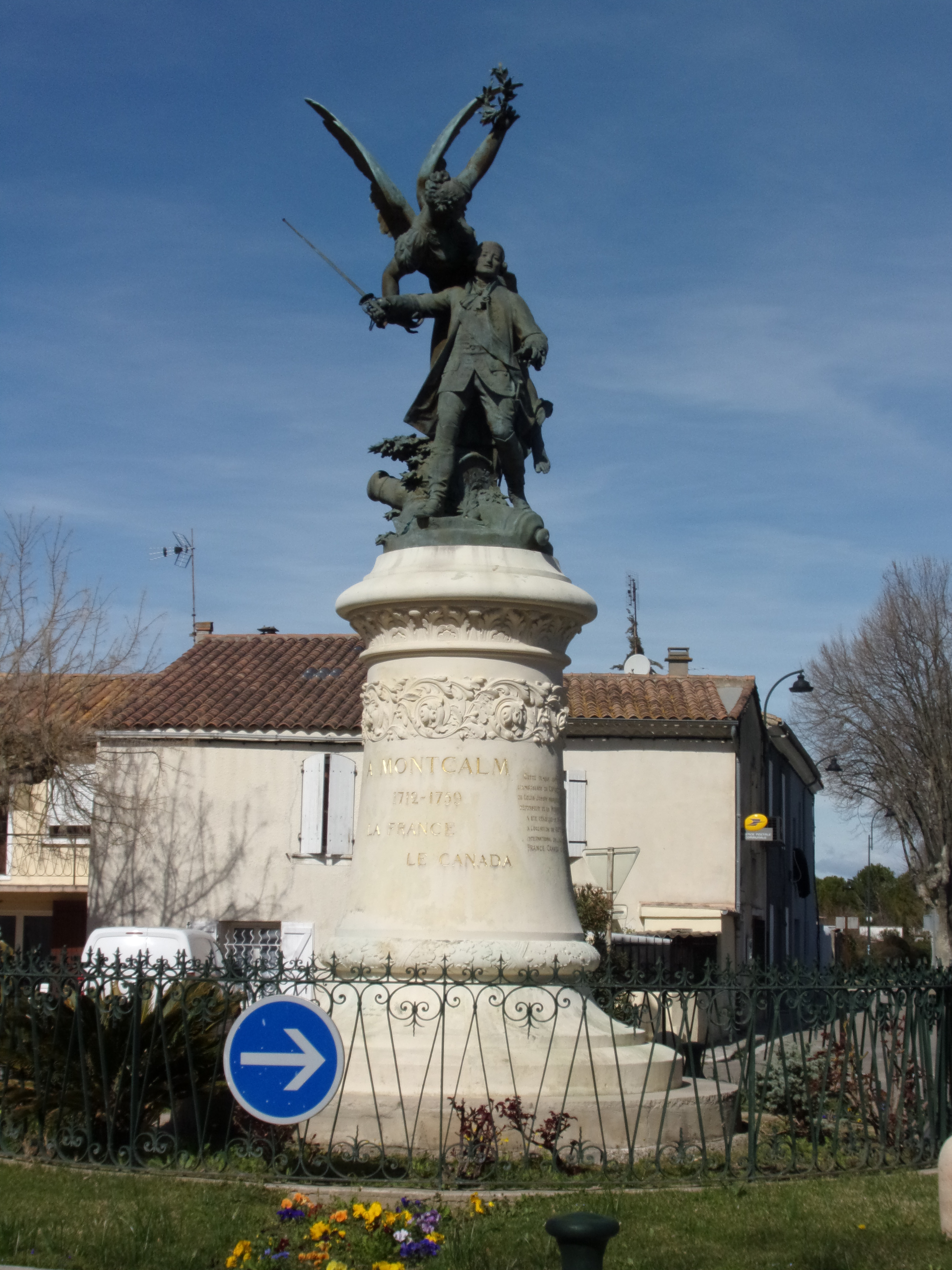
Monument à Montcalm (1910), Vestric-et-Candiac, place Montcalm.
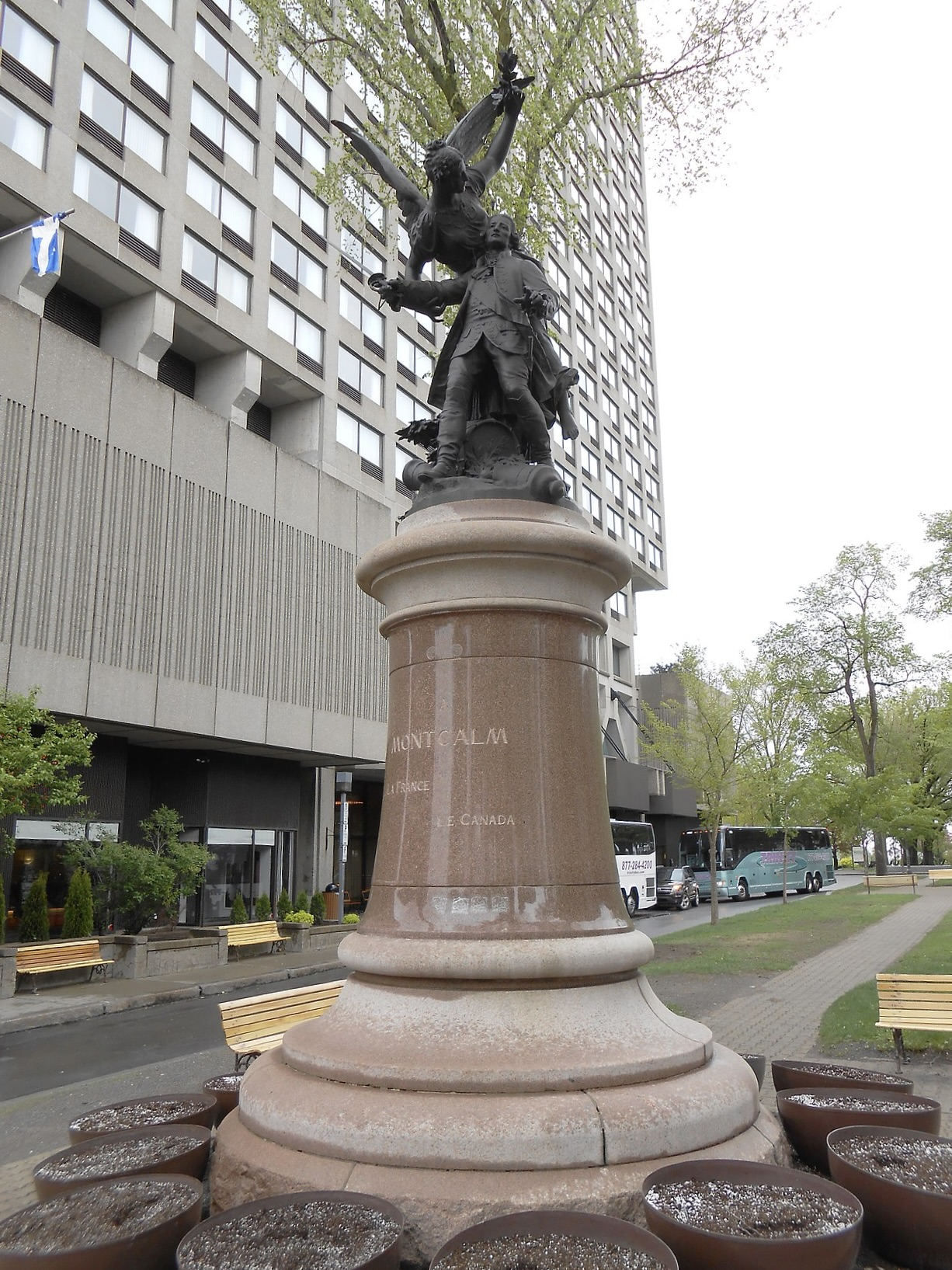
Monument à Montcalm (1911), Québec, cours du Général de Montcalm.

## Élèves
- Jules Édouard Roiné[16]